# Torrent de Mèlic
El Torrent de Mèlic era un petit torrent del districte d'Horta-Guinardó, a Barcelona. Hi naixia a la fondalada situada al capdamunt del carrer Gènova i baixava en direcció al Centre Cívic Casa Planàs i s'anava a trobar al carrer Rogent amb el torrent del Bogatell, que desembocava al mar.